# Cabera fulgurata
Cabera fulgurata là một loài bướm đêm trong họ Geometridae.